# Blidöleden
Blidöleden är en allmän färjeled som går över Blidösund mellan orten Storäng på Yxlan och Norrsund på Blidö i Stockholms norra skärgård, Stockholms kommun. 
Blidöleden trafikeras an M/S Aurora  

## Beskrivning
Blidöleden drivs av Trafikverket och är avgiftsfri. Leden trafikeras av färjan Aurora som tar 46 personbilar och 298 passagerare. Leden är ungefär 600 meter, överfarten tar omkring 4 minuter. Färjan är frigående. Tidtabellen är synkroniserad med färjorna på Furusundsledens färjeled som går från Furusund till Yxlan. Färjeförbindelsen existerar sedan 1954 och inrättades samtidigt med Furusundsledens färja.

## Bilder

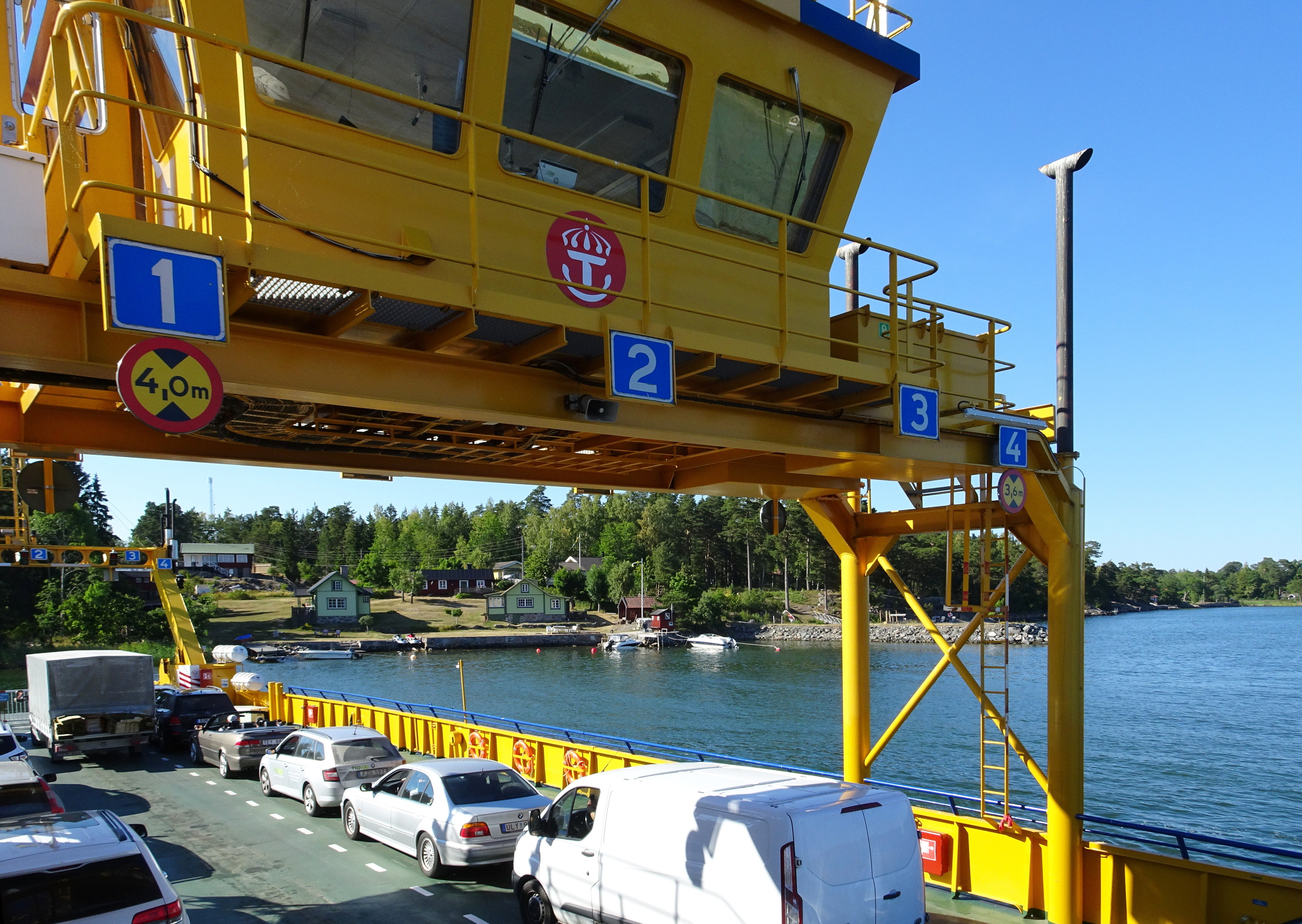
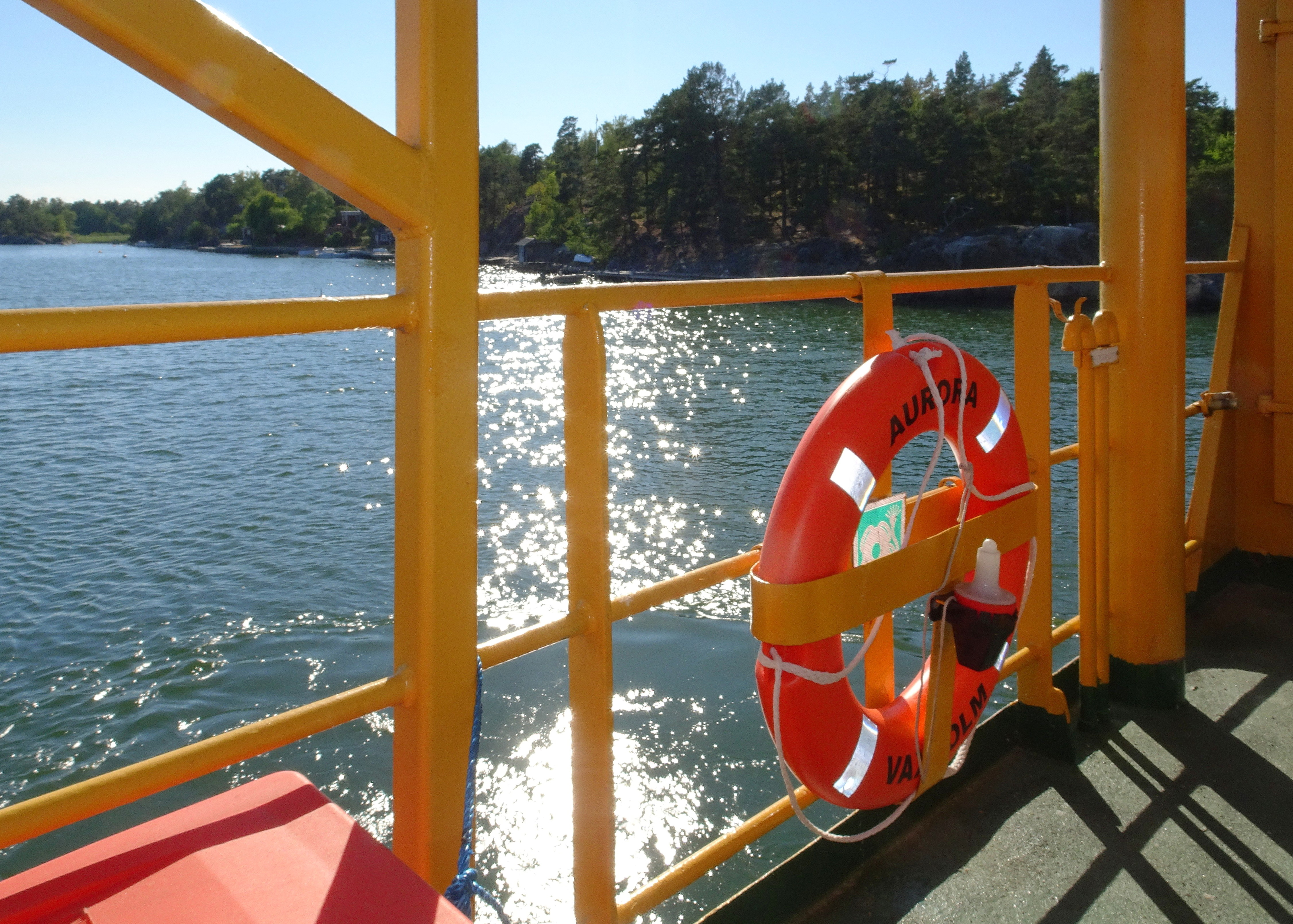
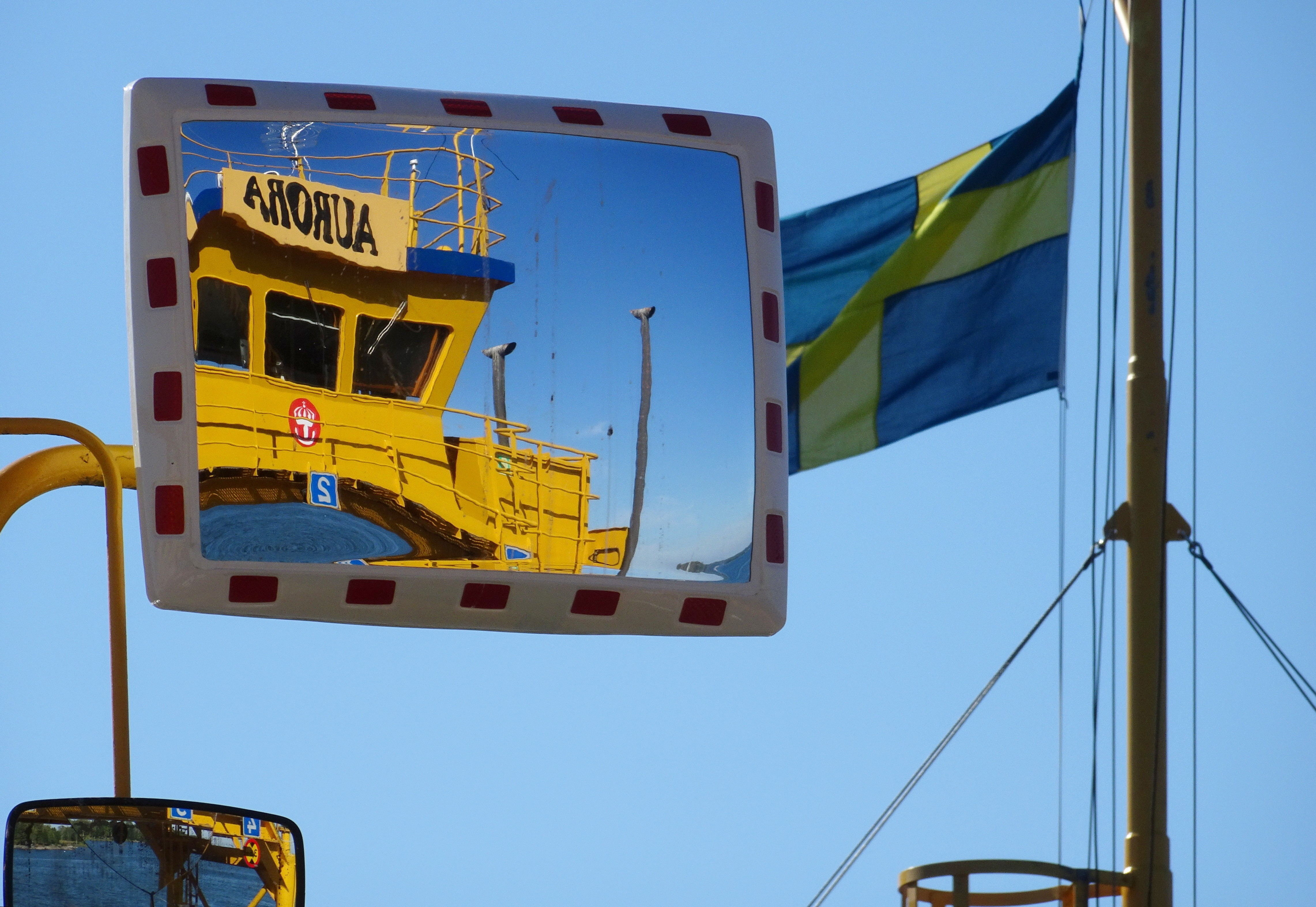